# 바을라마

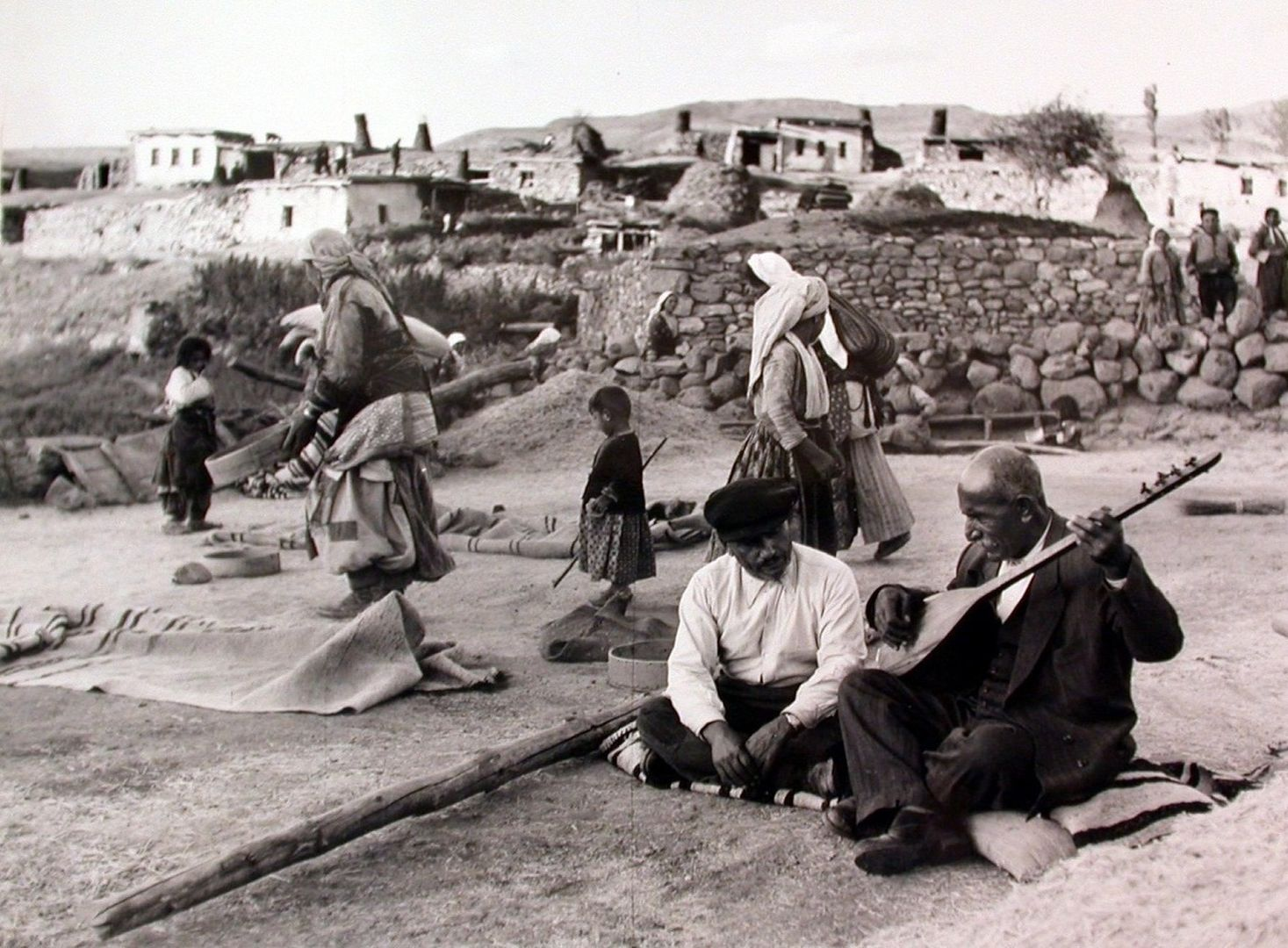
아식 베이젤(Âşık Veysel)은 바을라마의 거장이자 20세기 아나톨리아의 아시윽 전통의 대표적인 인물이었다.

바을라마(Bağlama) 또는 사즈(saz)는 아르메니아, 아제르바이잔, 이란, 튀르키예에서 사용하는 발현악기 및 목이 긴 형태의 류트에 속하는 악기이다. 바을라마는 주로 아시윽(Ashik)들이 사용한다.

## 명칭
《그로브 음악사전》에 따르면 튀르키예에서는 '바을라마'(bağlama)와 '사즈'(saz)라는 명칭이 어느 정도 혼용되어 사용된다. 사즈는 일반적으로 악기를 의미하는 'enstrüman'과 혼용되어 사용되며 'üflemeli sazlar'(관악기)와 같이 단일 악기나 악기 그룹을 지칭하는 데 사용된다.

## 바을라마 음계
바을라마의 음계는 기타와 같은 많은 서양 악기와 차이가 있다. 즉, 4분의 1 음계에 가까운 음계를 갖고 있다. 바을라마 프렛의 전통적인 비율은 Yalçın Tura에 의해 나열된다:
- 1프렛: 18/17
- 2프렛: 12/11
- 3프렛: 9/8
- 4프렛: 81/68
- 5프렛: 27/22
- 6프렛: 81/64
- 7프렛: 4/3
- 8프렛: 24/17
- 9프렛: 16/11
- 10프렛: 3/2
- 11프렛: 27/17
- 12프렛: 18/11
- 13프렛: 27/16
- 14프렛: 16/9
- 15프렛: 32/17
- 16프렛: 64/33
- 17프렛: 2/1

그러나 Okan Öztürk에 의해 확인된 바와 같이 이제 악기 제작자들은 종종 프렛 계산기 와 24음 평균율을 기반으로 하는 조율기를 사용하여 바을라마에 프렛을 설정하는 경우가 많다.